# Opération Tango
Opération Tango est une série télévisée militaire québécoise en cinq épisodes de 43 minutes scénarisée par Jacques Despins et diffusée du 2 mai au 30 mai 1999 sur le réseau TQS, puis sur TFO et TVOntario.

## Synopsis
Des casques bleus canadiens sont envoyés en mission lors de la guerre de Bosnie-Herzégovine (1992-1995). Durant cette mission, la troupe du sergent Davila (Mario Saint-Amand) constatera son impuissance à, entre autres, protéger les civils.

## Fiche technique
- Scénarisation : Jacques Despins
- Réalisation : Mark Blandford
- Producteurs : Paul Cadieux, Michel Laliberté
- Lieu de tournage : base militaire de Valcartier, Québec
- Société de production : Productions Opération Tango Québec inc., Ste-Foy (QC)
- Participation financière de Téléfilm Canada : 535 000 $

## Distribution
- Mario Saint-Amand : Sergent Robin Davila
- David La Haye : Caporal Dominique Larouche
- Michael Sapieha : Caporal-chef Lambert Juras
- Pierre Chagnon : Lieutenant-colonel Hugues Desormeaux
- Hugo St-Cyr : Soldat Alex Dalpé
- Dominic Darceuil : Soldat Benoît Moussin
- Louis-David Morasse : Soldat Simon Lazure
- Suzanne Clément : Lieutenant Nicou Langlois, chef de troupe blindé et chef d'équipage de couguar
- Jean-François Casabonne : Major Patrice Davila
- Christian Bégin : Major Ahmad Adjani
- Patrice Godin : Capitaine-adjudant Stéphane Lavoie
- Iva Rudorlf : Fatima
- Carol Cassistat : Caporal Renaud Jolicoeur
- Males Ilija : Capitaine Miladin Perovic
- Sébastien Hurtubise : Soldat Éric Fontaine
- Yan England : Assistant médical
- Anne-Catherine Lebeau : Infirmière
- Diego Thornton : Anesthésiste
- France Arbour : Vieille femme bosniaque
- Steve Banner : Mercenaire
- Pavo Relota : Garde à un barrage routier
- Boris Relota : Enfant qui pleure auprès de sa mère